# Anthus ruficollis
A. ruficollis, đồng nghĩa: Madanga ruficollis là một loài chim trước đây xếp trong họ Zosteropidae.
Nó là loài đặc hữu các khu rừng nhiệt đới ẩm ướt miền núi thuộc đảo Buru ở Indonesia.
Một bài báo gần đây cho rằng nó có quan hệ họ hàng gần với các loài chim manh (Anthus spp.) thuộc họ Motacillidae, cụ thể là gần với Anthus gutturalis. HIện tại IOC đã chuyển nó sang họ Motacillidae.